# Palácio Real de Oslo
O Palácio Real (Det kongelige slott, em norueguês; vulgarmente Slottet), em Oslo, na Noruega, é a residência oficial da família real norueguesa.
Fica no final da movimentada rua Karl Johans Gate. Este palácio cujo exterior representa simplicidade e pouca ostentação não deixa em momento algum de ser imponente e de deixar bem vincada a sua presença através da sua grandiosidade. Em frente ao mesmo destaca-se a estátua de Carlos III João, o rei que o mandou construir em 1818, assim como alguns guardas noruegueses que fazem a tradicional guarda ao Palácio.
A dinastia Bernadotte renunciou o seu trono da Noruega em 1905; e foi sucedida pelo príncipe dinamarquês Carl, que tomou o nome de Haakon VII, quando aceitou a sua eleição como rei da Noruega completamente independente. Ele foi o primeiro monarca a usar o palácio como sua residência permanente.
Foi construído no século XIX como residência do rei norueguês e sueco Carlos III (Carl Johan, Carlos XIV João da Suécia).

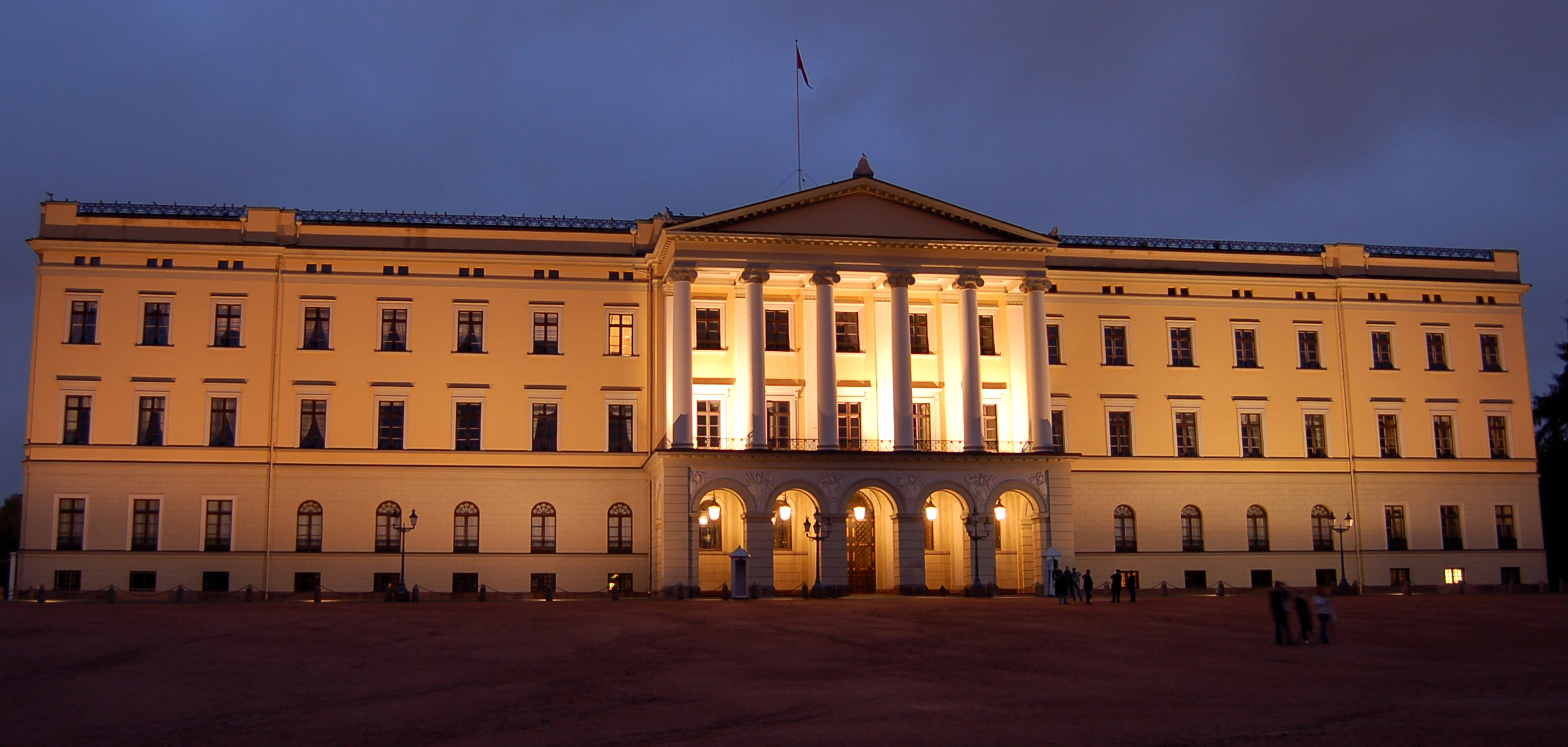
O Palácio Real de Oslo.

## História

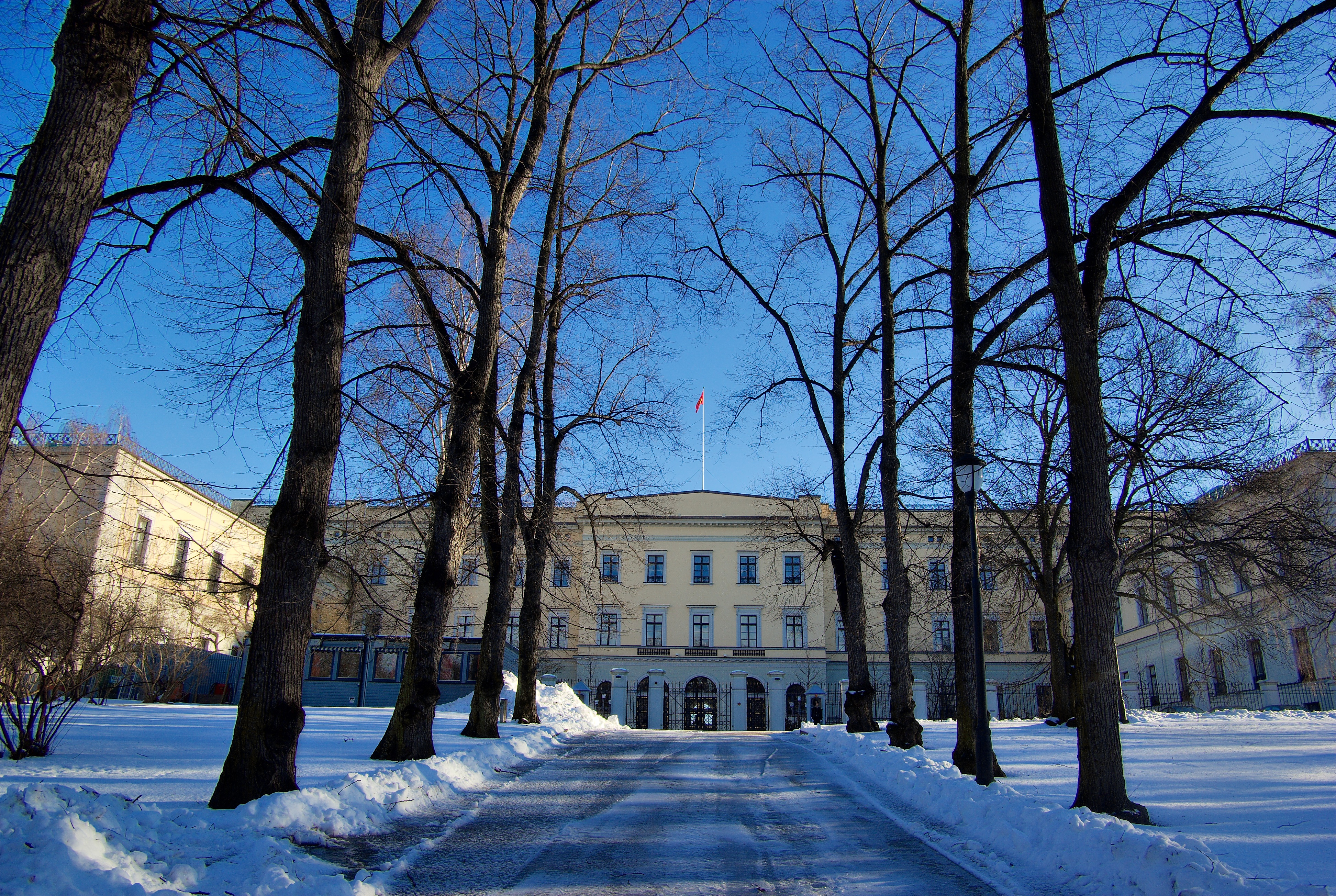
Vista do parque do Palácio Real

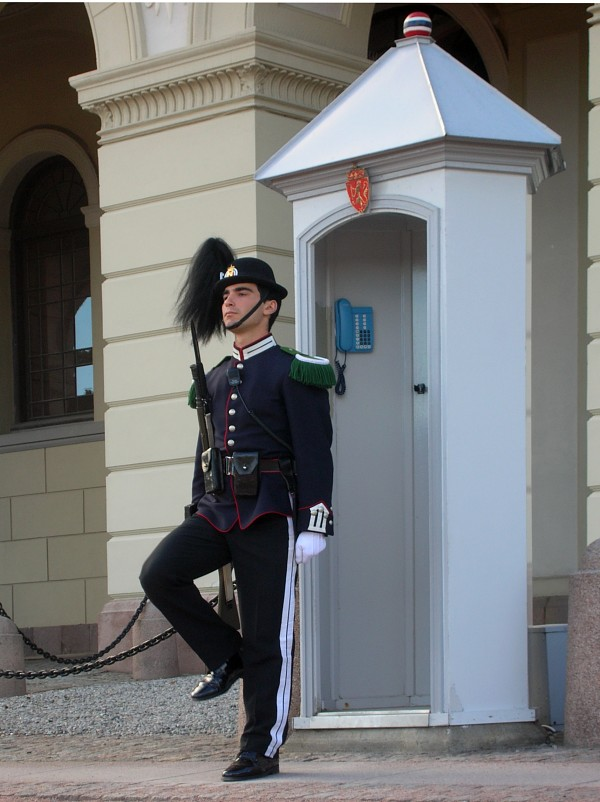
Guarda Real em frente ao Palácio

O Palácio Real foi construído na primeira metade do século XIX como a residência norueguesa do rei Carlos III João. Foi projetado pelo arquiteto Hans Linstow (1787-1851).
Até a completação do palácio, membros da Casa de Bernadotte residiram em Paleet, uma magnífica casa de cidade, deixada em herança para o Estado em 1805, para ser usada como residência real. O rei Carlos III da Noruega nunca viu seu palácio finalizado, mas seus sucessores (Óscar I, Carlos IV e Óscar II) usaram-no regularmente durante suas estadias em Christiania (hoje Oslo). Eles passaram a maior parte do tempo em Estocolmo, sempre tentando passar alguns meses na Noruega anualmente.
Oscar II era um visitante frequente, mas preferia usar sua vila em Bygdøy durante as férias de verão, enquanto sua esposa, a Rainha Sofia, ficava na residência campestre de Skinnarbøl, por questão de saúde. Em 1905, Oscar II não apareceu em nenhuma vez no palácio, por causa da dissolução da união entre Noruega e Suécia. No entanto, seu filho, o Príncipe Herdeiro Gustavo, fez duas visitas breves, na tentativa de salvar a união.
A dinastia Bernadotte renunciou ao trono norueguês em 1905; e foi sucedida pelo príncipe dinamarquês Carl, que tomou o nome de Haakon VII ao ser aceito, por uma eleição, como novo rei de uma Noruega completamente independente. Ele foi o primeiro monarca a usar o Palácio Real como residência permanente.
Durante o reinado do rei Olavo V, entre 1957 e 1991, o Palácio Real não foi preservado, sendo mantido de forma insuficiente. Quando o atual monarca, o rei Haroldo V, começou um abrangente projeto de renovação, ele foi criticado devido à quantidade de dinheiro necessária para trazer o palácio a um estado satisfatório. Com o começo das excursões públicas em 2002, visitantes puderam finalmente ver e apreciar o esplendor e a renovação que o palácio ostenta.

## O castelo como residência permanente

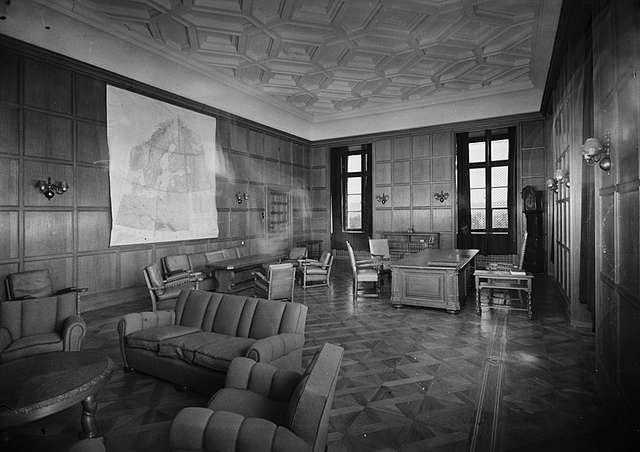
Escritório de Vidkun Quisling, 1945.

Um evento importante na história da Noruega foi em 1905, a dissolução da união com a Suécia. Foi decidido por referendo, a monarquia constitucional e optou por manter o príncipe Carl da Dinamarca (1872-1957) da casa de Schleswig-Holstein-Sonderburg-Glücksburg King. Sua mulher Maud da Grã-Bretanha e Irlanda foi uma neta da rainha Vitória. Desde então, o castelo foi habitado continuamente. Para se adequar às novas exigências, foram realizadas em 1906-1907 reformas para remodelação. Assim, uma casa de família comum foi definido no piso principal, não eram mais necessário ter apartamentos separados. Um aquecimento central e modernas instalações sanitárias também foram instalados.
Durante a Segunda Guerra Mundial, a família real foi para o exílio e o castelo foi usado como quartel-general alemão. Devido à negligência do prédio durante a ocupação, foram necessárias reformas, a cargo de Olavo V em 1957. As restaurações foram feitas na década de 1960 sob uma nova abordagem. Até à data, os quartos foram remodelados no gosto contemporâneo, enquanto sugeria-se restaurar a decoração histórica. O castelo já foi considerado como uma parte importante do património nacional.

## Ambiente

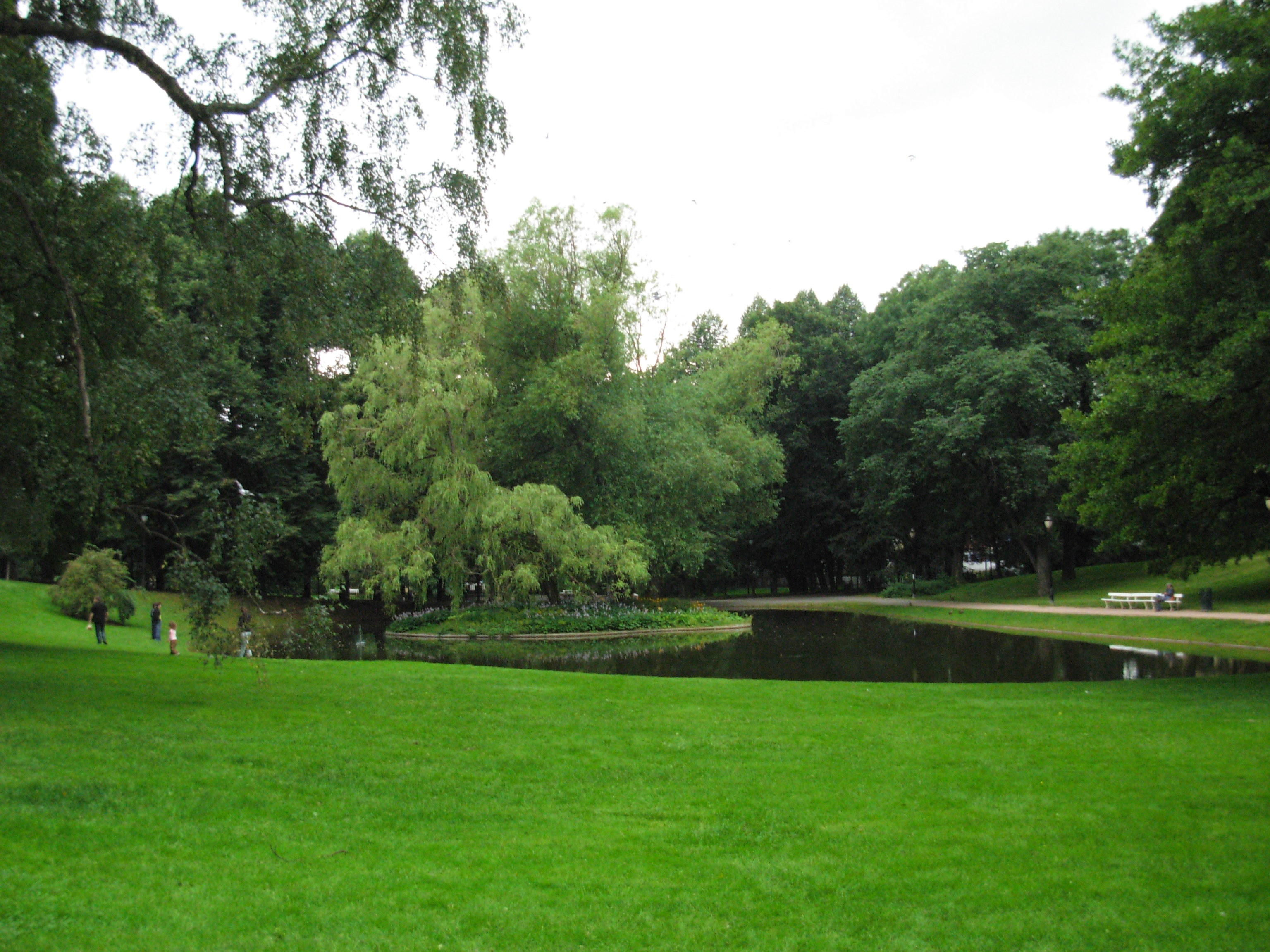
Schlosspark

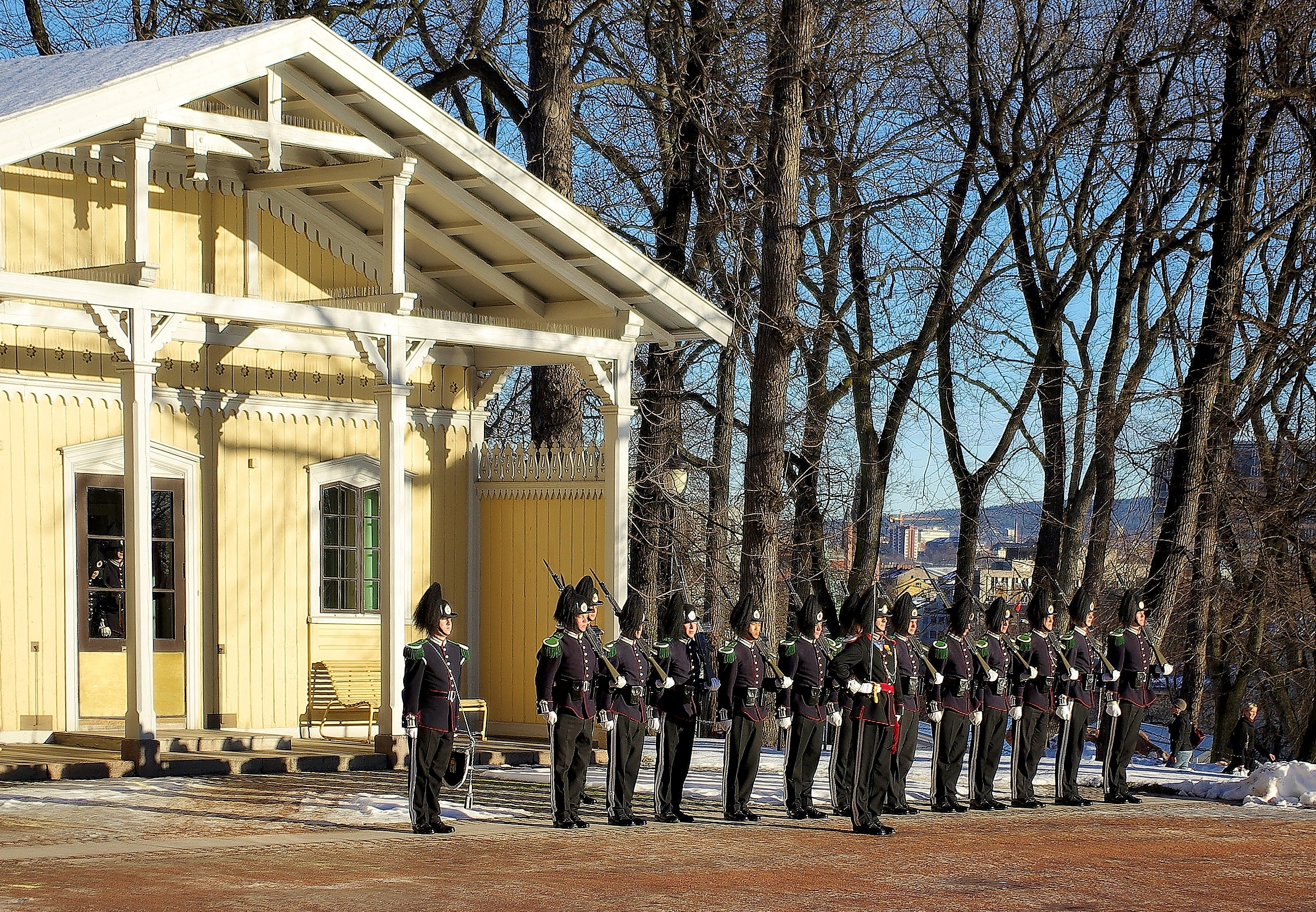
Troca da guarda no Palácio Real.

O parque que rodeia o castelo foi construído como um parque romântico com lagoas e vegetação diferente do jardineiro Martin Mortensen, de 1840. A grande praça diante do palácio foi concebida como um estrito e quadrado, mas foi atenuada pelo jardineiro para uma instalação em forma de ferradura. Com a criação da estátua equestre de Carlos João em 1875, uma divisão ocorreu em um espaço superior e inferior por uma escada. Outras estátuas no parque foram do matemático Niels Henrik Abel em 1908; a escritora Camilla Collett (ambos foram dos principais modelos do escultor norueguês Gustav Vigeland em 1909); Queen Maud em 1959; e Princesa Martha em 2007.
Ao norte do castelo, fica a guarita de madeira, com estilo suíço. Foi construída em 1845 por Linstow. Entre 1845 e 1848, foram igualmente construídos os estábulos historicistas no canto sudoeste do parque. Também houve a adição de uma sala de equitação e garagens em 1909 e 1912.

## Arquitetura
O edifício foi abolido no estilo clássico em forma de U (originalmente deveria ser em forma de H, mas os planos mudaram devido a razões financeiras). A parte principal do palácio com vista para a rua Karl Johans; e os lados são duas pequenas asas. O edifício tem três andares.
A área total do palácio é de 17 624 m², dos quais cerca de 1.000 m² são ocupados pelos aposentos do rei. A asa principal é de 100 m de comprimento e 24 m de largura. As asas laterais são, respectivamente, de 40 e 14 metros. Existem 173 quartos nele; e na foi na capela do palácio que o Príncipe Sverre Magno foi batizado em 2006.

## Parque

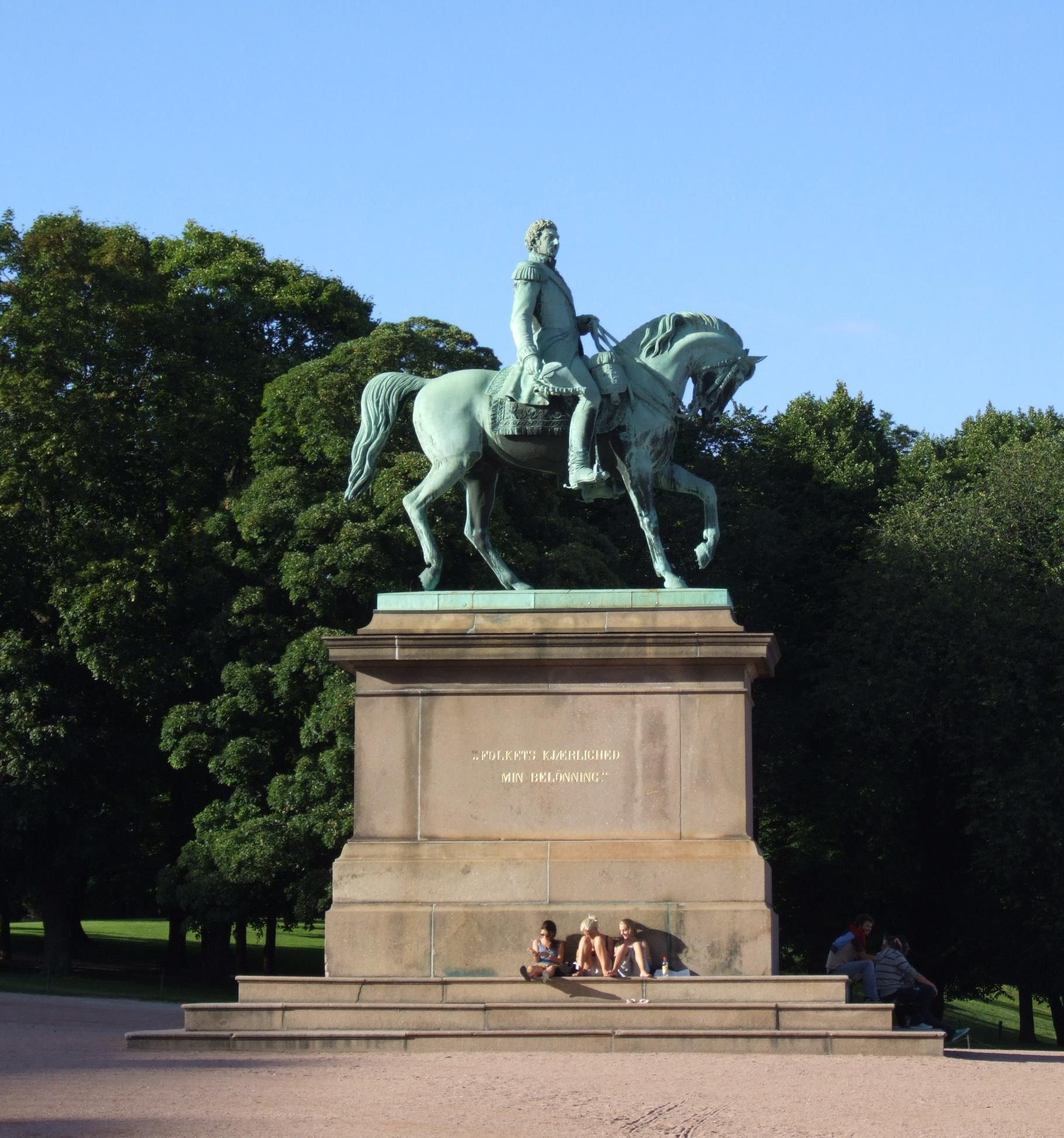
Estátua equestre de Carlos III João.

O palácio é um parque (Slottsparken), no qual existem vários monumentos. O maior deles, de pé em frente ao palácio, mostra o rei Charles III João - foi criado em 1875, escrito por Brynjulf Bergslien.